# 布尔津喀纳斯机场
布爾津喀納斯機場（維吾爾語：بۇرچىن قاناس ئايروپورتى‎，拉丁维文：burcin qanas ayroporti）位於中國新疆布爾津縣城東北74公里的海流灘地區，北緣距喀納斯湖約50公里，於2006年5月20日動土興建，總投資人民幣2.35億元，主要工程內容包括：2500米的飛機跑道、18700平方米的停機坪、3028平方米的航站航管綜合樓，以及配套建設的消防、供電、供水、特種車庫等設施。
2007年8月15日由烏魯木齊飛抵的中國南方航空新疆分公司波音737客機完成首航，這是繼九寨溝機場和那拉提機場之後，中國第三個、新疆第二個旅遊支線機場。機場投入營運後，可滿足B-737-700系列機型及CRJ-200、ERJ-145等飛機的使用要求，並為將來的波音757等飛機預留空間，預計2013年喀納斯機場可達22萬人次旅客載運量。

## 航空公司与航线
| 航空公司     | 目的地                       |
| ------------ | ---------------------------- |
| 幸福航空     | 阿勒泰、富蘊、博乐、克拉玛依 |
| 中国南方航空 | 烏魯木齊                     |
| 華夏航空     | 克拉玛依                     |